# Золотарёвка (Пензенская область)
Золотарёвка — посёлок городского типа в Пензенском районе Пензенской области России. Образует городское поселение рабочий посёлок Золотарёвка.

## География
Расположен в 25 км от Пензы, в 8 км от железнодорожной станции Шнаево, по обоим берегам реки Медоевки.

## История
Основана с таким названием на месте древних поселений в начале XVII века канцеляристом Пензенской провинциальной конторы Алексеем Фёдоровичем Золотарёвым. До XIX века называлась д. Золотаревка и входила в Городищенский уезд Пензенской губернии.
В архивном документе Российского государственного архива древних актов: «Сказки и перечневые выписки о помещичьих, государственных (отписных), монастырских крестьянах, сказки однодворцев Узинского стана Пензенского у.» 1719—1720 гг.,в «Именной росписи о помещичьих и монастырских крестьянах Узинского стана Пензенского у.» 1723 г. (РГАДА,Ф.350.ОП.2.Д.2513.Л.82,547, 508.Л.1620-1623;Д.2531. Л.805-814 об.) имеются переписи сельца «Богородского, что на речке Медаевка». В 1762—1764 г.г. наряду с дер. Золотарёвка на р. Ардым упоминается сельцо Золотаревка на речке Медаевка (РГАДА. Ф.ОП, Д,2563. Л. 543—564). В 1785 году на даче с. Боголюбовка, тож д. Золотарёвка прокуроршей Бекетовой организовано стекольное производство. В 1815 году дворянами Золотарёвыми, Бекетовыми создана суконная фабрика в д. Золотарёвка, что на речке Медаевка. В 1817 году дворянином О. С. Селивановым в с. Боголюбовка тож старой деревне Золотарёвка построены бумажная и суконная фабрика. В 1910 году в посёлке имелись 1 община, 108 дворов, фабричная школа, фабрика Казеева.
В 6 км к северо-западу расположен памятник природы Золотарёвский сосновый бор с некоторыми видами редких растений, среди них водяной орех Спрыгина. Заповедное сфагновое болото.
Около 1 км к западу находится памятник археологии — Золотарёвское городище (5-3 вв. до н. э.; 9-10 и 11-13 вв. н. э.), сохранившее материальные свидетельства защиты города от монголо-татар.
В 1928 году Золотаревка преобразована в рабочий поселок. В 1920-е годы при селе образован плодосовхоз «Золотаревский». В 1930 году Золотарёвка — центр сельсовета Пензенского района. В 1939 году в черте Золотаревки оказались деревня Бекетовка (восточная окраина при суконной фабрике), д. Новая Золотарёвка и д. Пальмовка (Кирилловка). В 1949 году в черту поселка включены с. Боголюбовка и д. Куриловка. Куриловка образовала северную-северо-восточную окраину поселка, а Боголюбовка (Курмыш и Гора) — южную.

## Население
| 1785  | 1864  | 1877  | 1897  | 1910  | 1926  | 1930  |
| ----- | ----- | ----- | ----- | ----- | ----- | ----- |
| 236   | ↗638  | ↘533  | ↗675  | ↘563  | ↗1344 | ↘1251 |
| 1939  | 1946  | 1949  | 1959  | 1989  | 1998  | 2002  |
| ↗2597 | ↗4558 | ↘3513 | ↗4153 | ↘3293 | ↗3300 | ↘2898 |
| 2009  | 2010  | 2011  | 2012  | 2013  | 2014  | 2015  |
| ↘2788 | ↘2630 | ↘2628 | ↘2589 | ↘2563 | ↘2544 | ↘2514 |
| 2016  | 2017  | 2018  | 2020  | 2021  |       |       |
| ↘2470 | ↘2389 | ↘2349 | ↘2201 | ↗2913 |       |       |